# Segelfluggelände Karlstadt-Saupurzel

i7
i11
i13
Das Segelfluggelände Karlstadt-Saupurzel liegt östlich der Stadt Karlstadt in Bayern. Der Betreiber des Platzes ist der Luftsport-Club Karlstadt e. V.

## Gelände
Das Gelände befindet sich östlich der Stadt Karlstadt im örtlichen Naturschutzgebiet und liegt direkt an der Bundesstraße 27. Es gibt zwei Start- und Landebahnen sowie eine Windenschleppstrecke mit der Ausrichtung 19 und einer Länge von 900 Metern. Alle Pisten sind unbefestigt. Der Flugplatz liegt auf einer Höhe von 244 m (820 ft) MSL.
Der Platz ist für die Betriebsarten Windenstart, Flugzeugschlepp, Motorsegler und Ultraleichtflug zugelassen. Zudem haben einige Leichtflugzeuge, darunter die Schleppmaschine des Clubs, eine Sondergenehmigung für das Gelände. Es finden sich auch häufig Gleitschirmflieger auf dem Flugplatz ein.

### Besonderheiten des Geländes
- Von der Startwinde kann das startende Segelflugzeug nicht eindeutig eingesehen werden und umgekehrt.
- teils starkes Lee im Endanflug in Landerichtung 08 und 26, da auf beiden Seiten des Geländes ein Tal beginnt.
- Wanderer laufen trotz eindeutiger Beschilderung häufig über die Start- und Landebahnen, da das Gelände in einem stadtnahen Naturschutzgebiet liegt. Flugzeuge müssen dann durchstarten oder die Landung verzögern.
- Windenstarts müssen oft verzögert werden, denn viele Fußgänger halten die geschotterte Windenschleppstrecke trotz eindeutiger Gefahrenbeschilderung für einen Wanderweg.

### Funkfrequenz
Die VHF-Sprechfunkfrequenz des Fluggeländes ist 122,630 MHz. Der Rufname der Bodenstation lautet Karlstadt INFO.

## Gebäude
Auf dem Gelände befindet sich das Clubheim des örtlichen Luftsportvereins, das sowohl eine Werkstatt, einen großen Clubraum als auch Duschräume beinhaltet. Des Weiteren findet sich dort eine große, in zwei Bereiche unterteilte Flugzeughalle, eine weitere Halle für Fahrzeuge und Flugzeuganhänger sowie mehrere Garagen. Der Flugplatz verfügt zudem über eine Tankstelle, an der sich AvGas, MoGas sowie Dieselkraftstoff tanken lassen.

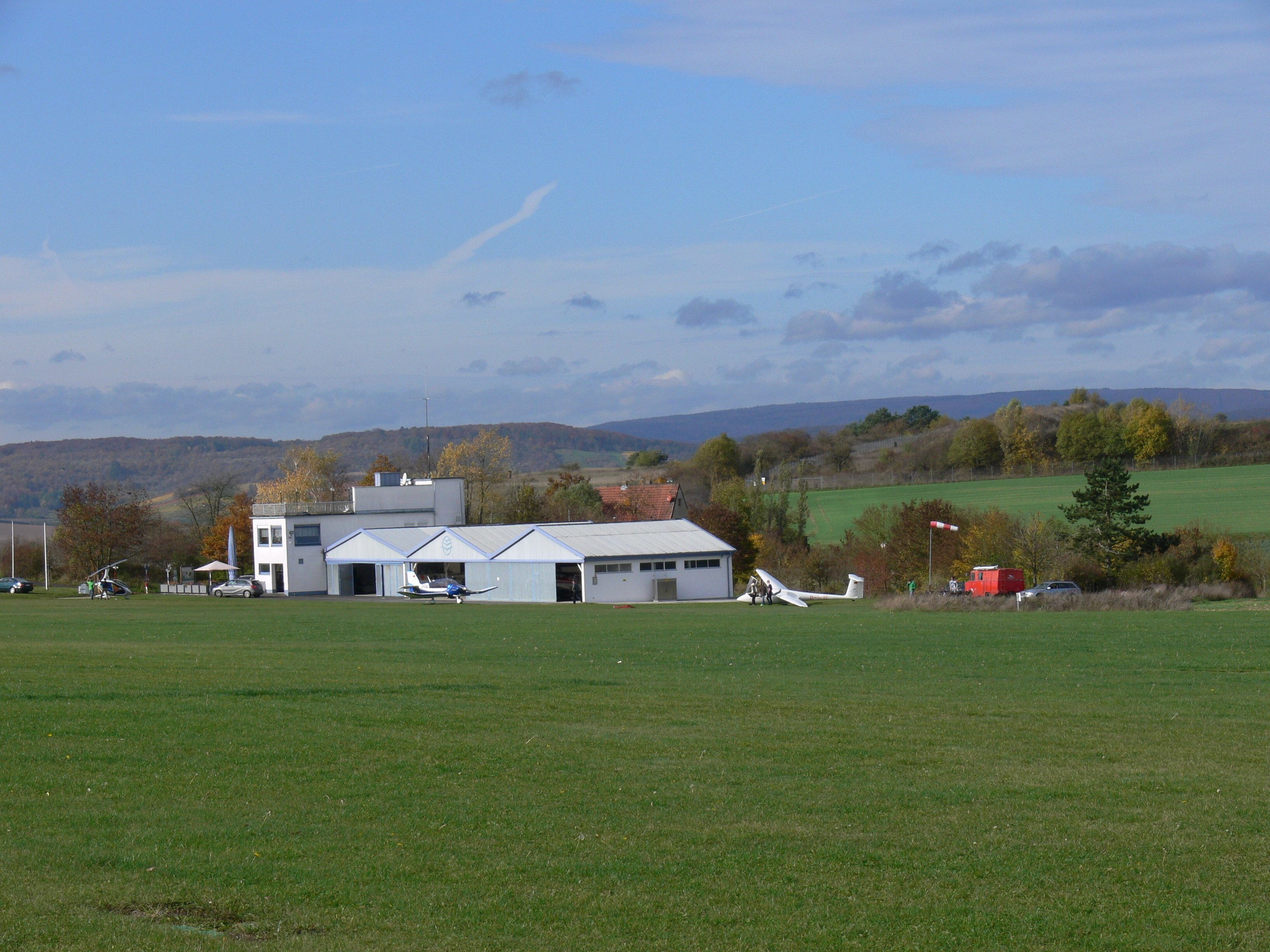
Clubheim, Werkstatt und Haupthalle des Geländes. Dahinter befindet sich eine weitere Halle für Fahrzeuge und Flugzeuganhänger.

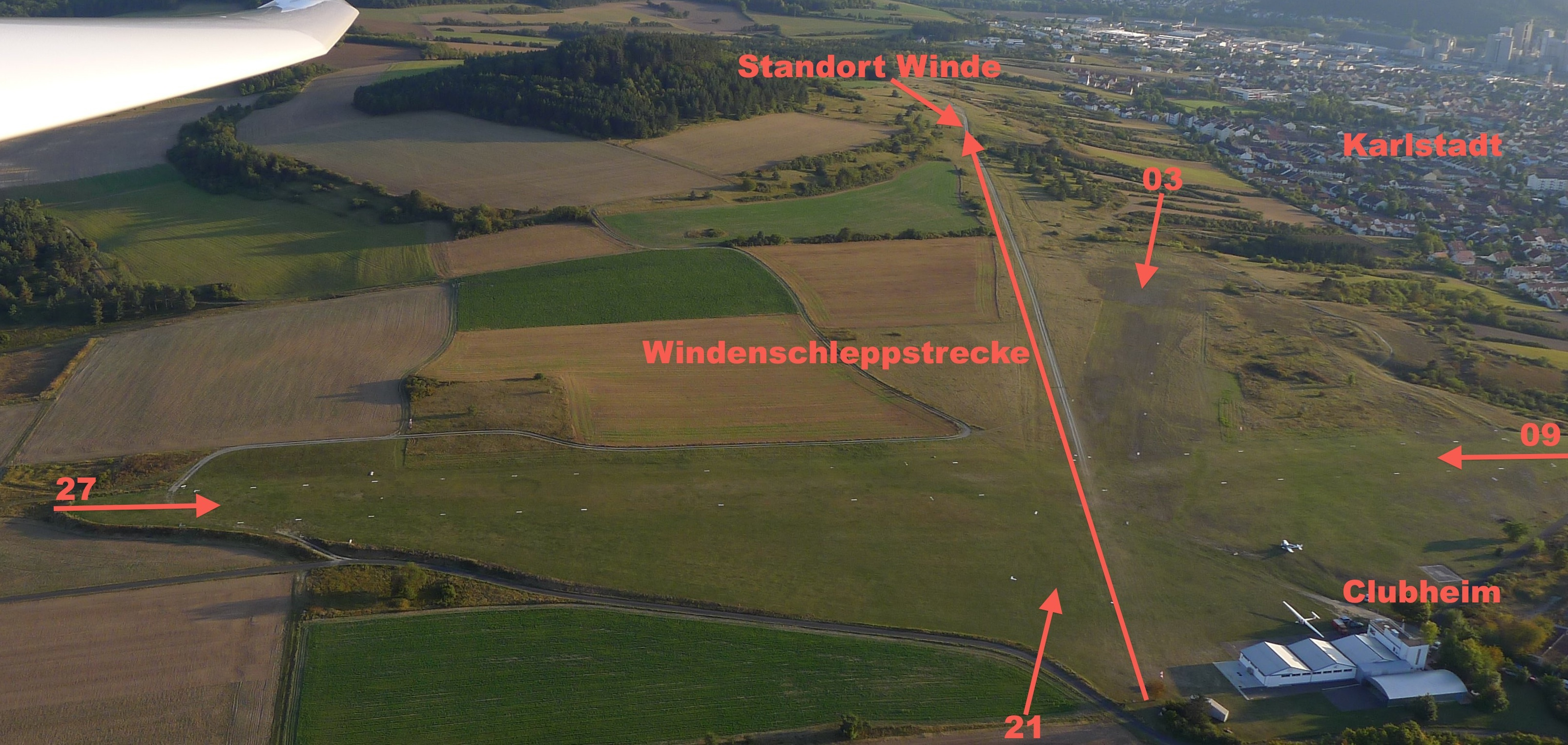
Darstellung der Start- und Landebahnen sowie der Windenschleppstrecke (von Norden aus betrachtet).

## Verein
Der 1922 gegründete Luftsport-Club Karlstadt hat etwa 100 Mitglieder, von denen 30 als aktive Mitglieder regelmäßig am Flugbetrieb teilnehmen. (Stand: November 2013)

### Geschichte
Am 13. Mai 1922 wurde der Verein von flugbegeisterten Modellfliegern gegründet, die gemeinsam ein Segelflugzeug anschafften. Auf dem Segelfluggelände wurde ab dieser Zeit der Segelflug geschult und ausgeübt, bis im Zweiten Weltkrieg die Halle abbrannte und sämtliche Maschinen zerstört wurden. Zudem schien ein Zivilflugverbot das Ende für den Luftsport zu bedeuten. Doch im Jahr 1949 erlaubte die amerikanische Besatzungsmacht wieder den Modellbau und den Ballonflug, und am 8. Mai 1950 genehmigte ein Memorandum der Alliierten Kommission den Segelflugzeugbau. Daraufhin gründeten die einstigen Flugschüler unter Josef Kroth, Georg Hecht, Richard Koch und Peter Wehner den Luftsport-Club Karlstadt. In den Jahren 1970–1973 wurden zwei große Flugzeughallen, Werkstatt und Clubheim gebaut.

## Ausbildung
Der Luftsport-Club Karlstadt e. V. bietet die Ausbildung zum Luftfahrerschein für Segelflugzeugführer oder zum Luftfahrerschein für Luftsportgeräteführer (Ultraleichtflugzeuge) an. Die praktische Flugausbildung wird auf den Segelflugzeugen ASK 21, Duo Discus, LS4b und Glaser-Dirks DG-300 sowie dem Ultraleichtflugzeug WT-9 Dynamic durchgeführt.

## Stationierte Luftfahrzeuge
- 1 Robin DR 400
- 1 Aerospool WT9 Dynamic
- 1 Schleicher ASK 21
- 1 Schempp-Hirth Duo Discus
- 1 LS-4b
- 1 Glaser-Dirks DG-300

Quelle: LSC Karlstadt

## Zwischenfälle
- Am 9. April 2017 verunglückte ein Segelflugzeug vom Typ Schleicher ASK 21 beim Windenstart und stürzte in eine nahegelegene Hecke. Die beiden Insassen blieben unverletzt.[6]
- Am 5. März 2018 stürzte kurz nach dem Start ein Ultraleichtflugzeug in ein anliegendes Feld. Das Fluggerät brannte komplett aus, wobei der Pilot ums Leben kam.[7]